# Frau Marlene
Frau Marlene (Le vieux fusil) è un film del 1975 diretto da Robert Enrico. Il film è basato sul massacro di Oradour-sur-Glane nel 1944.

## Trama
Durante la seconda guerra mondiale, a Montauban nel 1944, il chirurgo Julien Dandieu, convinto pacifista e umanista, conduce una vita borghese con la moglie Marlène e la figlia Florence, nata da una precedente unione. Partecipa alla Resistenza francese in modo rischioso per curare i partigiani nel suo ospedale, è regolarmente minacciato dalle milizie del governo fantoccio di Vichy e dai militari tedeschi.
Per tenere al sicuro moglie e figlia Julien le manda in un paesino montano dove ha amici e dove c'è un castello con un immane strapiombo.
Durante la pausa domenicale, fa visita alle due ma trova la casa deserta. Dopo aver scoperto che la chiesa poco distante è piena dei cadaveri di donne e bambini trucidati, va in cerca di moglie e figlia al castello, occupato dai tedeschi. Spiando di nascosto, intravede i corpi della bambina riversa sul prato e della moglie  carbonizzata. Immagina allora che la moglie sia stata violentata ed arsa viva e la figlia uccisa con un colpo di arma da fuoco
Da allora ha inizio la sua trasformazione da pacifista ad assassino senza scrupoli, che massacra i tedeschi con efferati inganni.
Quando poi tutto finirà, le sue risposte fanno capire che ha agito in uno stato di lucida pazzia vendicativa.

## Critica
«Atmosfera plumbea e prodezze d'attore del protagonista» *½ 

## Riconoscimenti
- 1976 - Premio César
  - Miglior film
  - Miglior attore (Philippe Noiret)
  - Miglior musica
- 1976 - David di Donatello
  - Miglior attore straniero (Philippe Noiret)